# Долна Джумая
Долна Джумая, Баракли Джумая, Байракли Джумая или Сярска Джумая (на гръцки: Ηράκλεια, Ираклия, до 1926 година Τζουμαγιά- Μπαϊρακλή, Джумая Байракли, на арумънски: Giumala de Jos) е градче в Република Гърция, Егейска Македония, център на едноименния дем Долна Джумая (Ираклия) в област Централна Македония. Градчето има 3245 жители според преброяването от 2021 година.

## География
Долна Джумая е разположена на 26 километра северозападно от град Сяр (Серес) в Сярското поле, близо до източния бряг на Бутковското езеро (Керкини).

## История

### Етимология
Името идва от турското cumaya, място за пазар в петък.

### В Османската империя
През XIX век Долна Джумая е малко българо-влашко градче и пазарно средище в Серския санджак на Османската империя. Селището е наречено Долна Джумая, за да се отличава от Горна Джумая, днес Благоевград. Според Васил Кънчов („Пътуване по долините на Струма, Места и Брегалница“) съседното село Баракли
| „ | е било по-преди главно място в околността, но после Джумая го надминала. От него тя се казва много често Баракли-Джумая. | “ |

Власите в Долна Джумая не са номади скотовъдци, а са уседнали – т.нар. „питомни власи“. Те се установяват тук след разорението на Москополе през XVIII век и се занимават главно с търговия. Българите са предимно преселници от околните села и се препитават със земеделие.
В 1877 година британският офицер Джеймс Бейкър („Европейска Турция“) пише:
| „ | Минах през един много хубав град, наречен Баракли Джумая, разположен в центъра на равнината и населен главно с българи – християни. | “ |

В „Етнография на вилаетите Адрианопол, Монастир и Салоника“, издадена в Константинопол в 1878 година и отразяваща статистиката на населението от 1873 година, Джумая (Djoumaa) е посочено като селище в Сярска каза с 315 домакинства със 140 жители мюсюлмани, 700 българи и 140 власи. В Демирхисарска каза е посочено селище Паланка Джумая (Palanka-Djoumaa) с 383 домакинства и 1380 жители българи.
В 1891 година Георги Стрезов пише за паланката:
| „ | Джумая Баракли или Долна Джумая е паланка на З от Сяр, 4 часа разстояние. Лежи в съвсем равно и твърде плодородно поле. Струма носи налей и всяка година периодически го наводнява. Поради изпаренията, които излизат от Бутковското езеро, климатът наоколо не е никак здрав. Преди 60 години Джумая била чифлик от 25 къщи; оттогаз взела да расте твърде бързо; сега наброява до 1000 къщи с 8000 жители. Заедно с това и търговията взела да напредва от ден на ден. Това накарало да притекат много власи, които броят до 150 къщи. Допреди няколко години Джумая политически била под Сяр и под Валовища. Под Сяр била влашката махала, северната; под Валовища била българската, южната. Двете махали са разделени чрез една доста широка улица, която пресича градеца надлъж. Макар и да е чисто български този градец, българщината се намира в съвсем незавидно положение. Едва се поддържа едно взаимно училище с 60 ученика. Гърците наопаки си имат четверокласно и взаимно училище с 545 ученика; имат и девическо училище със 160 ученика. Учители и учителки са 12. Взаимните гръцки училища имат доход 150 л. т. на година от един капитал 1000 л. т., посветен от гражданина влах Папульо. | “ |

В 1893 година Атанас Шопов посещава Долна Джумая и пише:
| „ | Населението на Варакли-Джумая е влашко и българско. Всичките власи и част от българите са гъркомани. Българското училище е в началото на своето съществувание; то е отворено преди две-три години. Съпътникът ми говореше много чисто по български. Аз го попитах де е научил тоя език, а той ми отговори, че всякой в отечеството му говори български, че езикът по пазарите за вземание давание е български, защото селяните не знаяли освен български. Власите в Сярско никъде нямат училище и църква на езика си. Те съставляват най-силната опори на гърцизма в тия места. | “ |

В 1892 – 1893 година директор на гръцкото училище в града е Димитриос Даманис. От 1894 година в българското училище в Долна Джумая преподава Тодор Попхристов.
„ Слѣдъ 3 1/2 часа ездене стигнахме въ Джумая и, понеже нѣмахъ никаква прѣпорѫка, останахъ въ хана. Слѣдъ обѣда, въ който взе участие и придружвача-мухамеданинъ, при все че бѣше байрама имъ, дойдоха да ни посѣтятъ българскитѣ учители, които ме познаваха само по името. Посѣтихъ и азъ училището имъ и направихъ нѣколко снимки, слѣдъ това се разположихъ съ нѣколко господа подъ сѣнкитѣ на дърветата при едно кафене.
Слѣдъ малко врѣме дойдоха и гръцкитѣ учители, които се разположиха и тѣ близо до насъ. Единъ отъ тѣхъ извади единъ гръцки вѣстникъ и почна да чете на високо една статии, въ която се излагаше, че съмъ дошелъ въ Македония да пропагандирамъ за въ полза на ромѫнетѣ, да възбуждамъ населението и др. подобни работи. Гръцкитѣ вѣстници започнаха да се занимаватъ съ мене и да ме клеветятъ прѣдъ турското правителство още като бѣхъ въ Солунъ. Тѣ съобщиха напримѣръ, че съмъ ималъ апаратъ и снимамъ укрѣпленията около Солунъ, че съмъ шпионинъ и като такъвъ трѣбвало да ме изгонятъ и пр.
Като свърши гръцкия учитель статията, азъ се явихъ прѣдъ него и му се прѣдставихъ, върху което тѣ се зачудиха. Помолиха ме да сѣдна и имъ обяснихъ смѣшното изъ статията. Господинътъ, който четѣше вѣстника, бѣ лѣкарь, свършилъ въ Германия и владѣеше доста добрѣ нѣмския езикъ. Той се увѣри, че съмъ чистъ нѣмецъ и съ това се възтанови послѣ външно едно приятелско сношение; при все туй, слѣдъ нѣколко врѣме въ солунския гръцки вѣстникъ се яви едно съобщение отъ Джумая, че основно сѫ открили намѣренията ми и вслѣдствия на това на слѣдующия день съмъ си отпѫтувалъ.
Главната маса отъ населението е българско, нѣщо 3000 души на брой, аромѫне има 1000 души, турци 250 души, цигане и мухамедане 750 души. Гърци нѣма никакъ, при все че иматъ училище съ 11 учители и учителки отъ българско и аромѫнско произхождение.
Българетѣ иматъ само двама учители, но числото на ученицитѣ постоянно се увеличава въ ущърбъ на гърцитѣ.
За чудение е кавъ аромѫнетѣ сѫ се рѣшили да останатъ тукъ въ тази равнина. Повечето отъ тѣхъ сѫ търговци, ханджии и занаятчии. Тѣзи тукъ аромѫне, както и онѣзи въ Демиръ-Хисаръ, които сѫ нѣщо 500 души, и въ Нигрита, сѫщо толкозъ на брой, произлизатъ отъ западнитѣ села на Пиндъ.“
Към 1900 година според статистиката Васил Кънчов в Сѣрска Джумая (Баракли-Джумая, Долна Джумая) живеят 6050 души, от които 4100 българи, 400 турци и 1250 власи и 300 цигани.
По голямата част от населението на паланката е под върховенството на Цариградската патриаршия. По данни на секретаря на Българската екзархия Димитър Мишев („La Macédoine et sa Population Chrétienne“) в 1905 година християнското население на Байракли Джумая се състои от 320 българи екзархисти и 3232 българи патриаршисти гъркомани, 15 гърци, 1386 власи, 12 албанци и 102 цигани. В паланката функционират начално и прогимназиално българско и 2 начални и 2 прогимназиални гръцки училища.
На 12 януари 1907 година андартският капитан Стерьос Влахвеис и Никос Дзавелас, преоблечени като просяци, убиват в Долна Джумая местния жител влах Михалусис Маргаритис, който дава къщата си под наем за българско училище и българска църква.
На 6 юли 1907 година тричленна българска чета убива в Джумая гъркоманина К. Драгошлиев (Κ. Δραγοσλής).
Към 1912 година в Джумая има около 6000 жители – 3000 българи, а останалите власи, малко турци и 180 души цигани, които живеят в трите махали – Славянската, Влашката и Циганската. Основното занимание на джумайци е градинарството. Край селището имало големи градини (бахчи), които поливали с вода от дълбоки и големи кладенци, наречени чаркове, изваждана с помощта на конска тяга. Долноджумайските градинари снабдявали със зеленчуци Сяр и Валовища, а дори и Кукуш.
При избухването на Балканската война в 1912 година 11 души от Долна Джумая са доброволци в Македоно-одринското опълчение. Градчето е освободено от четата на Яне Сандански на 23 – 24 октомври 1912 година.

### В Гърция
През войната селото е освободено от българската армия, но след Междусъюзническата война Долна Джумая попада в Гърция. Веднага след това гръцки андарти пленяват 25 души български първенци, които заравят в земята и след зверски изтезания убиват.
След разгрома на Гърция в Гръцко-турската война в селото са заселени гърци бежанци от Понт, Мала Азия и Източна Тракия. В 1928 година Долна Джумая има смесено население от местни хора и бежанци – 112 бежански семейства с 438 души. В 1926 година паланката е прекръстено на Ираклия по името на античния град Хераклея Синтика (произнасян на новогръцки Ираклия).
Според официалния сайт на дем Долна Джумая днес в паланката живеят „местни хора“, власи, цигани, гагаузи, тракийски гърци, понтийски гърци, малоазиатски гърци и каракачани.
| Име                               | Име             | Ново име   | Ново име  | Описание |
| --------------------------------- | --------------- | ---------- | --------- | --- |
| Алтънджи Азмак или Алкинджи Азмак | Άλκιντζί Άσμάκι | Месада     | Μεσάδα    | мочурище на И от Долна Джумая и на З от Баракли при местността Додовите тополи; от турското altıncı azmak, „златарско мочурище“ |
| Кара Чали                         | Καρά Τσαλί      | Ангатия    | Άγκαθιά   | местност на СИ от Долна Джумая                                                                                                  |
| Мангалка                          | Μαγκάλια        | Псистариес | Ψησταριές | местност на СЗ от Долна Джумая и на СИ от Хазнатар                                                                              |
| Златков чифлик                    | Τσιφλίκι        | Ктима      | Κτήμα     | чифлик на СЗ от Долна Джумая и на С от Хазнатар                                                                                 |

## Личности
В Долна Джумая са родени българският просветен деец и революционер Борис Гайгуров, българският църковен деец Стоян Гайгуров, българските революционери Алеко Василев (Алеко паша), Ангел Коларов и други. Сред известните долноджумайци са също така гръцкият историк, писател и поет Йоргос Кафтандзис, андартският капитан Стерьос Влахвеис. Гръцкият политик Менелаос Влахвеис е по произход от Долна Джумая.